# هلوتوش اینشوشینک
هلوتوش اینشوشینک به معنای (ایزد اینشوشینک دوست سرزمین)، شاهی بود که پس از کیتن هوتران و ناپدید شدن خاندان ایگه هلکیان به قدرت رسید. در این مدت ایلام کمی دچار هرج و مرج شد؛ اما با قدرت گرفتن هلوتوش اوضاع کمی آرام شد. اطلاعاتی دربارهٔ تبار او در دست نیست و به احتمال زیاد ریشهٔ این خاندان شاهی جدید به ناحیهٔ فهلیان امروزی و نواحی شرقی‌تر آن، یعنی شیراز و تخت جمشید بازمی‌گردد. فرمانروایی او را تقریباً می‌توان میان سال‌های ۱۲۰۵ تا ۱۱۸۵ پیش از میلاد قرار داد. با توجه به اینکه شاهان قبلی دو خدای ایلام یعنی هومبان و هوتران را حامی خود می‌دانستند نام خود را از این دو خدا می‌گرفتند ولی نام هلوتوش اینشوشینک و تقریباً دو پادشاه دیگر در این دوره برگرفته از نام این_شوشینک بود که ارتباط این خاندان را با شوشی‌ها آشکار می‌کند. شاید سؤال باشد که چرا اسم این خاندان و فرمانروایی از نام بنیانگذار آن گرفته نشده؛ پسر هلوتوش اینشوشینک یعنی شوتروک ناهونته یکم یکی از تاریخ‌سازهای ایلام و یکی از سه فرمانروای بزرگ ایلام بوده و به همین دلیل اسم این خاندان برگرفته از شوتروک نهونته، شوتروکیان می‌باشد. از فعالیت‌های هلوتوش اینشوشینک هیچ اطلاعاتی وجود ندارد.